# Jackie Simes
John Weston "Jackie" Simes, III (nascido em 20 de novembro de 1942) é um ex-ciclista olímpico estadunidense. Representou sua nação nos Jogos Olímpicos de Verão de 1960, 1964 e 1968.